# Schiff

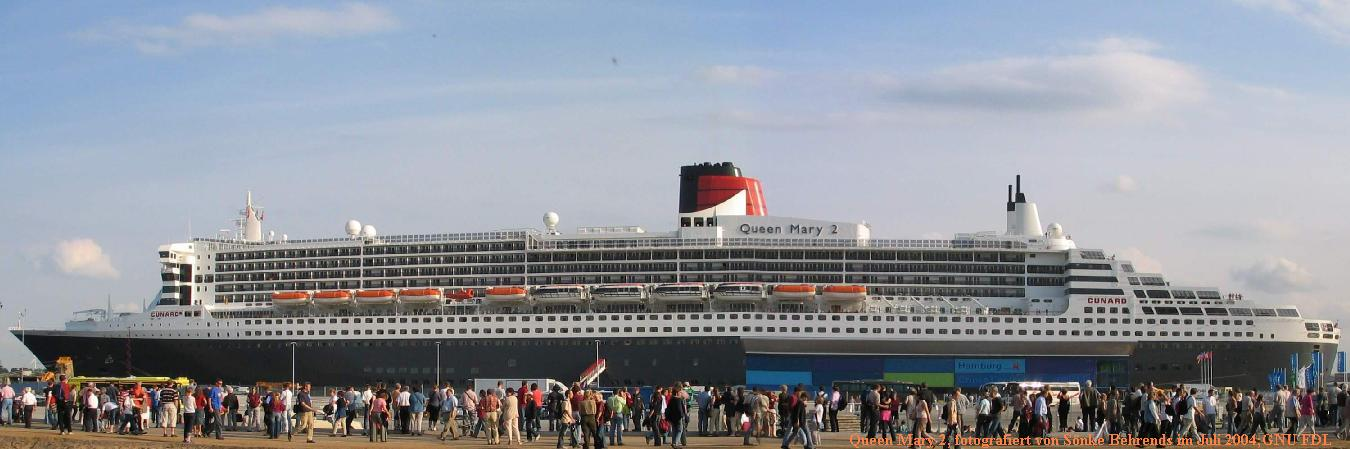
Kreuzfahrtschiff Queen Mary 2

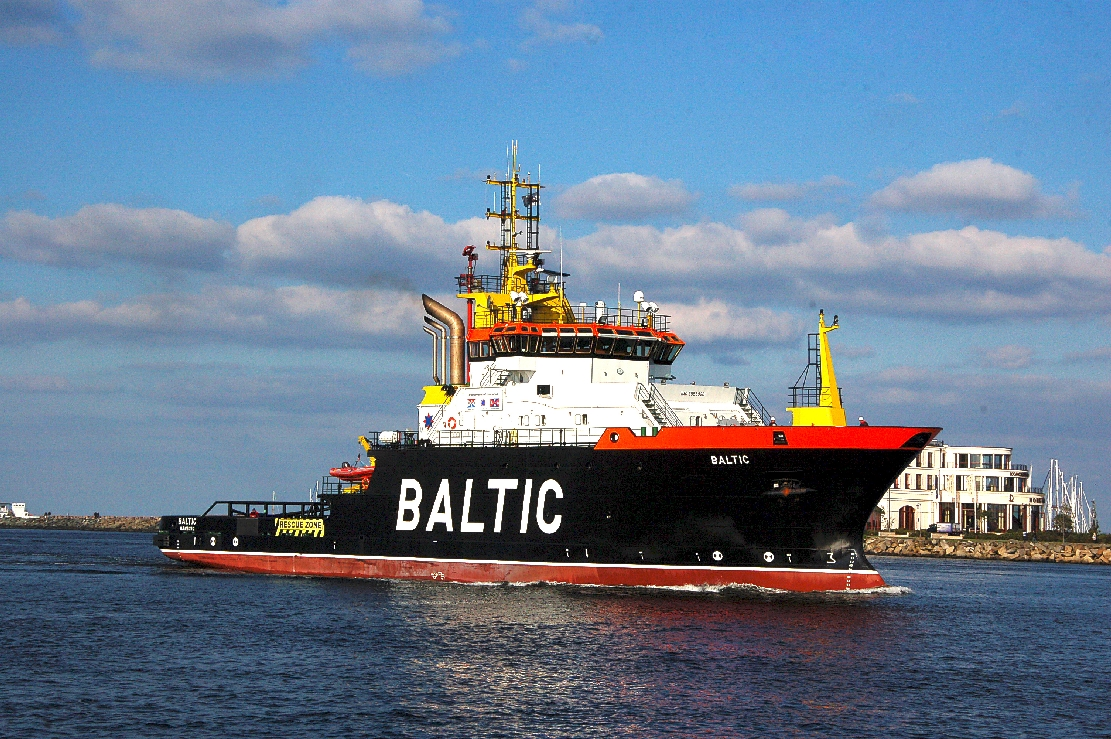
Schlepper Baltic

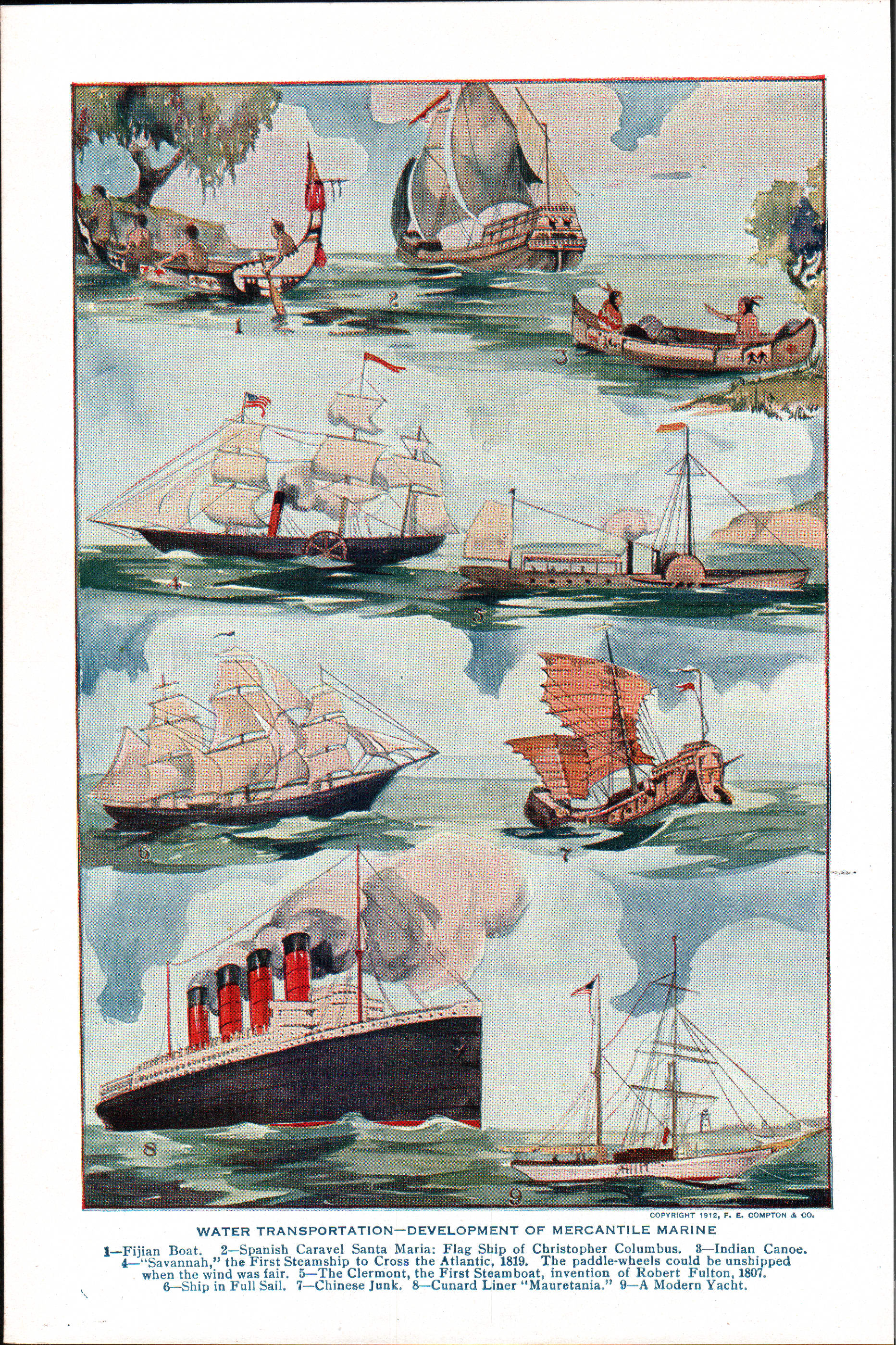
Illustration verschiedener Schiffstypen, 1912

Schiffe sind größere Wasserfahrzeuge oder andere schwimmfähige Objekte mit bestimmten, nicht einheitlich festgelegten Eigenschaften. Die Abgrenzung von Schiffen gegenüber Booten oder anderen Schwimmobjekten ist dabei nicht eindeutig (siehe Abschnitt Abgrenzung).
Der Schiffbau findet auf Werften statt. Nach Fertigstellung des Rumpfes wird das Schiff mithilfe eines Stapellaufs, Stapelhubs oder durch Aufschwimmen im Baudock zu Wasser gelassen, erst dann wird es endgültig ausgerüstet. Die erste Fahrt eines Schiffes wird als Jungfernfahrt bezeichnet. Schiffe werden in der Regel in Docks repariert.
Schiffe sind das wichtigste Transportmittel für Massengut. Die Bedeutung der Passagierschifffahrt hat sich wegen des zunehmenden Luftverkehrs auf Langstrecken insbesondere in den Bereichen der Erlebnisreisen und Kreuzfahrten entwickelt.
Schiffe zur Seeschifffahrt werden als Seeschiffe, Schiffe zur Binnenschifffahrt als Binnenschiffe bezeichnet.

## Abgrenzung
Weder allgemeinsprachlich noch in der Fachliteratur gibt es eine scharfe Abgrenzung von Schiffen zu anderen schwimmenden Objekten.
Zu den Kriterien, die dabei herangezogen werden, zählen
- eine gewisse Mindestgröße (insbesondere in Abgrenzung zum Boot),
- die Fähigkeit, sich alleine fortzubewegen,
- das Vorhandensein eines Hohlkörpers zur Anwendung des archimedischen Prinzips,
- das Vorhandensein eines Decks,
- die Bestimmung zur Fortbewegung oder zu Transportzwecken,
- bei Einheiten der Deutschen Marine das Vorhandensein eines Ersten Offiziers.

Beispiele für Objekte, die je nach Anwendung der Kriterien zu den Schiffen zählen können oder nicht, sind:
- Wohnschiffe oder Hotelschiffe, weil sie nicht der Fortbewegung dienen;
- Schuten, weil sie sich nicht alleine fortbewegen können;
- kleinere bis mittelgroße Yachten, die nicht groß genug sind, um als Schiff zu gelten,
- größere Luftkissenboote, weil sie keinen Auftriebskörper haben.

Es existiert auch keine Legaldefinition des Begriffs „Schiff“, obwohl er in Gesetzen und Verordnungen verwendet wird. In der deutschen Rechtsprechung hat sich eine Definition in Anlehnung an eine Festlegung des OLG Bremen von 1951 etabliert, die ein Schiff definiert als „schwimmfähigen Hohlkörper von nicht unbedeutender Größe, der fähig und bestimmt ist, auf oder unter Wasser fortbewegt zu werden und Sachen und Personen zu tragen“.

## Geschichte
Spätestens mit der Notwendigkeit für Menschengruppen, im Rahmen der Nahrungssuche oder auf der Suche nach Lebensraum, Wasser über längere Wege überqueren zu müssen, suchte der Mensch nach entsprechenden Transportmitteln. Es wird angenommen, dass bereits vor über 50.000 Jahren entsprechende Fahrzeuge bekannt waren, das erste nachweisbare Fahrzeug muss jedoch auf ca. 6500 v. Chr. datiert werden. Zunächst waren diese Fahrzeuge einfach behauene Baumstämme, später wurden sie immer weiter fortentwickelt. Eine Grenze hinsichtlich der Größe war wegen der Eigenschaften des Baumaterials Holz zunächst mit den Klippern erreicht. Erst mit der Nutzung von Stahl konnten größere Schiffe gebaut werden – mit einer Länge, die wie bei den heutigen Schiffen der UASC A18-Klasse bis zu 400 m betragen kann.
Schiffe sind derzeit das wichtigste Transportmittel für Massengut. Stückgut wird dabei heutzutage vor allem in Containern auf Containerschiffen transportiert. Das bisher größte je gebaute Schiff der Welt ist das Kranschiff Pieter Schelte mit 403.342 BRZ (Bruttoraumzahl).
Seit spätestens den 1960er Jahren sieht sich die Passagierschifffahrt zunehmend einem Konkurrenzkampf mit dem Flugverkehr gegenüber und verlagerte sich vom reinen Transportmittel vermehrt hin zum Verkehrsmittel, insbesondere im Bereich Erlebnisreisen/Kreuzfahrten.

## Kulturelle Bedeutung

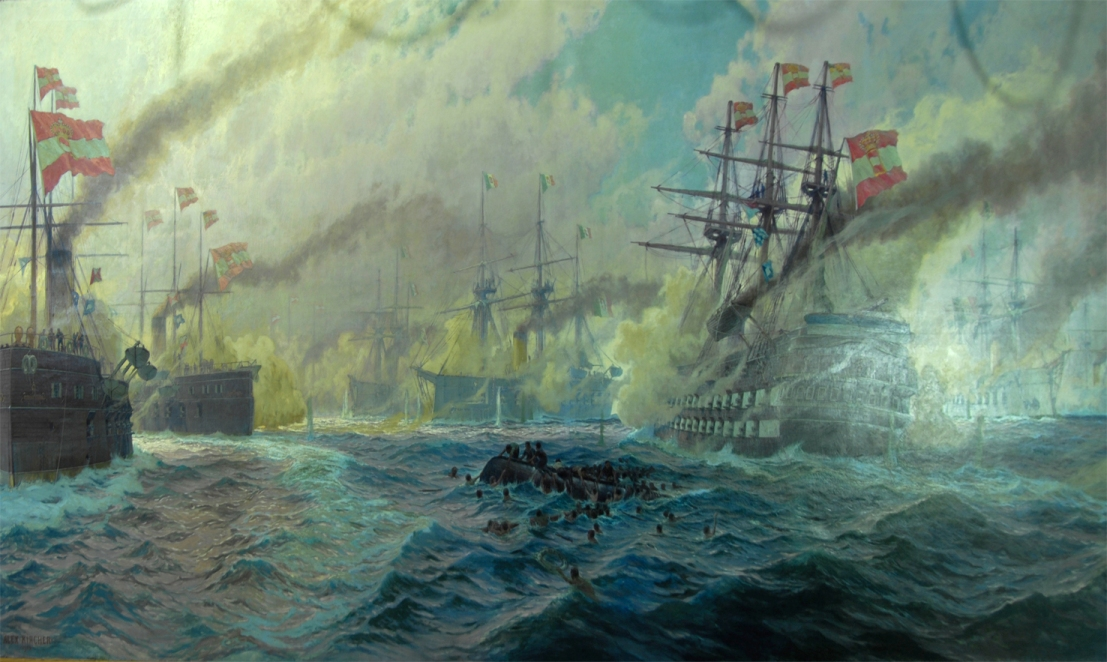
Alexander Kircher: Die Seeschlacht bei Lissa, 1918 (Heeresgeschichtliches Museum Wien)

Erste Darstellungen von Schiffen sind bereits aus weit vorchristlicher Zeit zum Beispiel aus dem alten Ägypten überliefert. Schiffsbilder auf Runen- und Bildsteinen dokumentieren zum Beispiel die künstlerische Aufnahme von Schiffen während der Wikingerzeit in Nordeuropa. Im 17. Jahrhundert entstand in Europa das Genre der Marinemalerei als Teil der Landschaftsmalerei. In Deutschland erlebte sie im Rahmen der Flottenbegeisterung des ausgehenden 19. Jahrhunderts ihre Blüte. Auch in der internationalen Literatur haben sich namhafte Autoren des Sujets Schiff in ihren Werken angenommen.

## Benennung
Schiffsnamen sind in Nordeuropa und Nordamerika unabhängig vom eigentlichen Genus des Namens im Allgemeinen weiblich, insbesondere wenn es Schiffe sind, die nach Personen oder geografischen Begriffen benannt sind (die „Eisenhower“, die „Hamburg“). Schiffe, die nach einem Ausdruck benannt sind, der gewöhnlich mit Artikelwort gebraucht wird (zum Beispiel Tiere, astronomische Begriffe), behalten dessen Genus meist bei (der „Widder“, das „Frettchen“), es kann jedoch auch die weibliche Form verwandt werden (der/die „Pfeil“). In romanischen und slawischen Sprachen wird das Genus des Namens beibehalten. Die österreichische Seemannssprache (bis 1918) lehnt(e) sich daran an – es gab also den „Szent Istvan“, die „Kaiserin Elisabeth“, den „Sankt Georg“ und die „Wien“  (von: die Stadt).
Schiffsnamen wird zum Beispiel in der Literatur häufig ein Präfix wie MS oder SV vorangestellt, das eine grobe Kategorisierung des bezeichneten Schiffs ermöglicht (MS: motor ship, SV: sailing vessel). Beginnt die Bezeichnung eines Schiffsnamens mit einem solchen Präfix, wird der Artikel meist vermieden.

## Aufbau

Schiffsteile

1. Der Schornstein ist für die Abgase des Schiffsmotors notwendig.
2. Das Heck bezeichnet den hinteren (achteren) Teil des Schiffes.
3. Der Propeller, auch Schiffsschraube genannt, dient dem Antrieb des Schiffes; dahinter befindet sich das Ruder.
4. Die Backbordseite ist die – vom Heck zum Bug gesehen – linke Seite des Schiffes (nachts durch rotes Licht gekennzeichnet).
5. Der Anker dient dem Halt des Schiffes im Wasser, wenn es nicht fährt.
6. Der Bugwulst zur Verbesserung der Strömungseigenschaften senkt den Treibstoffverbrauch.
7. Der Bug ist der Vorderteil des Schiffsrumpfes.
8. Das Oberdeck ist das Deck, das den Rumpf nach oben abschließt.
9. Die Aufbauten bezeichnen alle Aufbauten oberhalb des Oberdecks.

Schiffe werden in verschiedene Typen oder Klassen unterteilt, ohne dass es allerdings eine
einheitliche Herangehensweise gibt. So kann nach Einsatzgebiet, Verwendungszweck, Antrieb, Material oder Rumpfbau typisiert werden.
Eine genauere Beschreibung entsteht durch die Angabe der Schiffsmaße. Hierunter werden Begriffe wie die Verdrängung, die Tragfähigkeit, Raumgehalt, Brutto- und Nettoraumzahl (BRZ, NRZ), Tiefgang, die verschiedenen Längenangaben oder besondere Formkoeffizienten subsumiert.

## Technische Daten

### Geschwindigkeit
Die Geschwindigkeit von Schiffen wird gemeinhin in Knoten (kn) angegeben. Ein Knoten entspricht einer Seemeile (sm) pro Stunde. Die Geschwindigkeit wurde ursprünglich mit einem Log (Messgerät) gemessen, das an einer Logleine über Bord geworfen wurde. Die Leine hatte in festen Abständen (üblicherweise alle ca. 7 m) Knoten. Der Messende zählte die Knoten, während sie ihm durch die Hand glitten. Die Zahl der gezählten Knoten je Zeitspanne (Messdauer waren ca. 14 s) ergab dann die Geschwindigkeit in Seemeilen pro Stunde. Daher rührt auch der Begriff „Knoten“ als Maßeinheit für die Schiffsgeschwindigkeit. Modernere Bauformen des Logs messen die Geschwindigkeit über die Umdrehungsgeschwindigkeit eines nachgeschleppten Propellers (Patentlog), eines am Schiffsboden befestigten Impellers oder mittels eines Staurohrs (Staudrucklog, Rohrlog).
Die maximale Geschwindigkeit eines Schiffes wird wesentlich von der Rumpfgeschwindigkeit bestimmt. Diese ist nichts anderes als die Ausbreitungsgeschwindigkeit des vom Schiff selbst erzeugten aus Bug- und Heckwelle bestehenden Wellensystems. Die Ausbreitungsgeschwindigkeit einer Welle in Wasser steigt mit ihrer Wellenlänge. Das Schiff ist also zwischen seiner Bug- und Heckwelle „gefangen“. Bei Schiffen mit normalem Verdrängerrumpf lässt sich die Geschwindigkeit auch mit erhöhter Motorleistung nicht über die Rumpfgeschwindigkeit steigern. Diese wird bestimmt durch die Länge, mit der das Schiff im Wasser liegt. Höhere Geschwindigkeiten lassen sich bei Schiffen mit Gleiter-Rumpf erzielen. Dabei wird durch die Motorleistung der Widerstand der Bugwelle überwunden, der Bug des Schiffes steigt dabei an. Auch moderne Verdrängerschiffe erreichen bei raumem Wind unter Segel Geschwindigkeiten, die geringfügig über der theoretischen Rumpfgeschwindigkeit liegen können. Grund hierfür sind die modernen, glatten, lang gestreckten Rümpfe, die teilweise kaum noch Bugwellen erzeugen.
Da die Geschwindigkeit außerdem noch erheblich von Wind und Strömung sowie der variierenden Beladung (durch Treibstoffverbrauch) abhängt, wird die Schiffsgeschwindigkeit häufig in größeren Einheiten als der Stundengeschwindigkeit angegeben. Ein Etmal ist die von einem Schiff an einem Tag von 12:00 Uhr bis zum nächsten Tag um 12:00 Uhr zurückgelegte Wegstrecke. Das Etmal wird gemeinhin in Seemeilen (sm) angegeben.
In den Zeiten, als die Passagierschifffahrt das alleinige Übersee-Massenverkehrsmittel war, wurde dem schnellsten Passagierdampfer jeweils das symbolische Blaue Band, später ein Pokal, zuerkannt. Maßstab war die Durchschnittsgeschwindigkeit während einer kompletten Atlantiküberquerung von einem europäischen zu einem nordamerikanischen Hafen.
Exemplarische Geschwindigkeiten einiger Schiffe und Boote:
| Geschwindigkeit              | Geschwindigkeit                                                                    | Schiff                              |
| ---------------------------- | ---------------------------------------------------------------------------------- | ----------------------------------- |
| 6,7 kn (12,4 km/h)           |                                                                                    | Raddampfer Sirius, 1838             |
| kurzzeitig 11 kn (20,4 km/h) | Rennruderboot Achter                                                               |                                     |
| ca. 18 kn (33,3 km/h)        | Klipper um 1870                                                                    |                                     |
| ca. 18 kn (33,3 km/h)        | Containerschiff für energieeffizientes Slow steaming (ab 2008)                     |                                     |
| 18,5 kn (34,3 km/h)          | Vollschiff Preußen, 1904                                                           |                                     |
| über 20 kn (37 km/h)         | Wettkampf-Segelyacht                                                               |                                     |
| 22 kn (40,7 km/h)            | Fähre Color Fantasy                                                                |                                     |
| ca. 25 kn (46,3 km/h)        | (unter Wasser)                                                                     | U-Boot                              |
| ca. 27 kn (50 km/h)          |                                                                                    | Containerschiff um 2004             |
| ca. 30 kn (55,6 km/h)        | Flugzeugträger der Gerald-R.-Ford-Klasse, seit 2017                                |                                     |
| ca. 33 kn (61,1 km/h)        | (unter Wasser)                                                                     | Atom-U-Boot                         |
| 34,5 kn (63,9 km/h)          |                                                                                    | Passagierschiff United States, 1952 |
| ca. 40 kn (74,1 km/h)        | America’s Cup Rennsegler mit Antriebsflügel und justierten Auftriebsflächen (2017) |                                     |
| 41,28 kn (76,5 km/h)         | Doppelrumpf-Fähre Cat Link V, 1998                                                 |                                     |
| ca. 48 kn (88,9 km/h)        | Tragflächenboot                                                                    |                                     |

### Lebensdauer
Herkömmliche Frachtschiffe werden aus wirtschaftlichen Gründen meist nicht wesentlich älter als etwa 30 Jahre. Übersteigen die nötigen Investitionen in den Erhalt der Schiffssubstanz und der eingebauten Technik den eingefahrenen Ertrag, werden sie im Schiffsrecycling auf Abwrackwerften abgebrochen.
Bei entsprechender Bauweise und Pflege können Schiffe eine sehr hohe Lebensdauer erreichen. Ein Beispiel ist das 1914 gebaute seegehende Fahrgastschiff Doulos, das bis 2010 in Fahrt blieb. Noch älter sind die am 2. August 1856 in Betrieb genommene Skibladner auf dem norwegischen Mjösa und die auf schwedischen Binnengewässern aktive Juno aus dem Jahr 1874. Die meisten der heute als „alt“ bezeichneten Schiffe sind aus Holz. Eines der höchsten bekannten Lebensalter erreichte die holsteinische Jagt De fire Brødre. Sie wurde 1794 gebaut und transportierte über 150 Jahre lang Lasten. Das englische Schiff Besty Canes existierte bereits 1688 als Jacht von König Wilhelm III. und erlitt 1827 Schiffbruch. Sie wurde nachweislich 139 Jahre alt. 113 Jahre erreichte die englische Royal William, die am 16. März 1700 auslief und 1813 demontiert wurde. Im November 2004 ist die Cutty Sark 135 Jahre alt geworden. Sie ist der einzige verbliebene Klipper und befindet sich im Trockendock zu Greenwich, London, England. 28 Jahre älter ist die Charles W. Morgan von 1841. Sie ist das einzig erhaltene Walfang-Segelschiff, benannt nach Charles Waln Morgan, ihrem Haupteigner. Ursprünglich als Vollschiff in New Bedford, Massachusetts, aus Holz erbaut, wurde sie 1867 zur Bark umgeriggt und stand 80 Jahre in Dienst. Heute ist sie als Museumsschiff in Mystic, Connecticut, Vereinigte Staaten zu besichtigen. Rekordhalter ist die britische Victory (Stapellauf 1765), Admiral Lord Nelsons Flaggschiff mit 260 Jahren, gefolgt von der US-amerikanischen Fregatte Constitution in Boston von 1797 mit 227 Jahren. Da die Victory in Portsmouth im Trockendock liegt, ist die Constitution das älteste noch seetüchtige Schiff der Welt.

## Auszeichnungen für Schiffe
Sowohl in einigen Kriegsmarinen als auch in der Handelsschifffahrt ist es üblich, Schiffe und ihre Besatzungen in ihrer Gesamtheit auszuzeichnen.

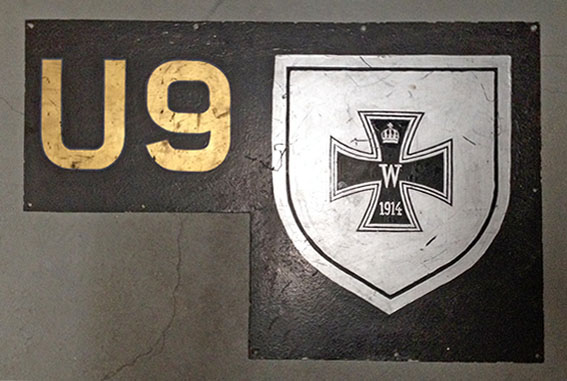
Eisernes Kreuz am Turm des U-Boots U 9 der Kaiserlichen Marine

In Deutschland wurden derartige Auszeichnungen nur bis zum Ende des Ersten Weltkriegs in kleiner Zahl vergeben. Kaiser Wilhelm II. verlieh dem Kanonenboot Iltis wegen seines Einsatzes während des Boxeraufstands den „Pour le Mérite“ (1900). Das „Eiserne Kreuz“ erhielten SMS Emden und das U-Boot U 9. Überdies wurde den Besatzungsangehörigen der Emden das Recht verliehen, zu ihrem Hausnamen/Familiennamen den Namen „Emden“ als Zusatz zu führen. Beispiel: Der Matrose Meyer hieß jetzt Meyer-Emden. Spätere Schiffe mit denselben Namen durften die Auszeichnung als äußeres Zeichen führen.
In der United States Navy gibt es mehrere Schiffsauszeichnungen, unter anderem das Battle Effectiveness Award (früher Battle Efficiency Award) und verschiedene Command Excellence Awards, die am Schiff sichtbar gezeigt werden.
In der zivilen Schifffahrt verleihen verschiedene Organisationen Preise, die einzelne Schiffe auszeichnen. So vergab die Offshore Support Journal Conference im Februar 2018 eine Auszeichnung Ship of the Year an das Versorgungsschiff Mærsk Master der Mærsk-Reederei.